# Tchang Kaï-chek
Pour les articles homonymes, voir Tchang.
Dans ce nom chinois, le nom de famille, Tchang, précède le nom personnel Kaï-chek.
Tchang Kaï-chek (chinois traditionnel : 蔣介石) est un militaire et homme d'État chinois né le 31 octobre 1887 à Ching Yang Shui dans le district de Fenghua et mort le 5 avril 1975 à Taipei. Il est le dirigeant de la République de Chine de 1928 à sa mort. Son gouvernement est basé en Chine continentale jusqu'à ce qu'il soit vaincu lors de la guerre civile chinoise par le Parti communiste en 1949, après quoi il continue à diriger la République de Chine sur l'île de Taïwan. Tchang est le chef du parti nationaliste Kuomintang et le commandant en chef de l'Armée nationale révolutionnaire de 1926 à sa mort, période durant laquelle il porte le titre de généralissime.
Né dans le Zhejiang, Tchang reçoit une éducation militaire en Chine et au Japon et rejoint l'organisation Tongmenghui de Sun Yat-sen en 1908. Après la révolution de 1911, il est l'un des membres fondateurs du Kuomintang et dirige l'Académie militaire de Whampoa à partir de 1924. Après la mort de Sun en 1925, Tchang devient le chef du parti et le commandant en chef de l'Armée nationale révolutionnaire. De 1926 à 1928, il dirige l'Expédition du Nord, qui parvient à réunifier en partie la Chine sous un gouvernement nationaliste basé à Nankin. Il ordonne en 1927 le massacre de Shanghai contre le Parti communiste chinois, mettant fin à l'alliance entre ce dernier et le Kuomintang. Cet évènement marque le début de la guerre civile chinoise. Au cours de la décennie de Nankin (1927-1937), Tchang s'efforce de moderniser et d'unifier le Chine. Après l'invasion de la Mandchourie par le Japon en 1931, son gouvernement tente d'éviter une guerre tout en poursuivant la reconstruction économique et sociale du pays. En 1936, Tchang est enlevé par les hommes de son général Zhang Xueliang lors de l'incident de Xi'an et contraint de former un deuxième front uni antijaponais avec le PCC. Entre 1937 et 1945, il dirige la Chine pendant la deuxième guerre sino-japonaise. En tant que dirigeant d'une grande puissance alliée, il participe à la conférence du Caire en 1943 pour discuter des conditions de la capitulation du Japon. Lorsque celle-ci a lieu en 1945, Tchang obtient la restitution de Taïwan, où il réprime le soulèvement du 28 février en 1947.
À la fin de la Seconde Guerre mondiale, la guerre civile avec le Parti communiste chinois dirigé par Mao Zedong reprend. En 1949, le gouvernement de Tchang est vaincu et se retire à Taïwan, où il impose la loi martiale et la Terreur blanche, une campagne de répression politique de masse, qui durent respectivement jusqu'en 1987 et 1992. À partir de 1948, il est réélu cinq fois par le même Parlement éternel pour des mandats de six ans en tant que président. Il est alors à la tête d'un État à parti unique, pendant 25 ans, jusqu'à sa mort en 1975. Son fils Tchang Ching-kuo lui succède alors à la tête du Kuomintang et est élu président par le même parlement en 1978.
Tchang est un personnage controversé. Ses partisans lui attribuent le mérite d'avoir unifié la nation, mis fin à un siècle d'humiliation, mené la résistance contre le Japon, favorisé le développement économique et promu la culture chinoise. Ses détracteurs lui reprochent son pacifisme précoce face à l'occupation japonaise de la Mandchourie, l'inondation du fleuve Jaune, le copinage et la corruption, ainsi que sa dictature tant en Chine continentale qu'à Taïwan.
Son idéologie est le Tchangisme.

## Un nationaliste ambitieux

### Un général très politique
Tchang Kaï-chek est né à Ching Yang Shui, dans le district de Fenghua, préfecture de Ningbo, province du Zhejiang, dans une famille de commerçants dont les ancêtres sont originaires de Yixing, préfecture de Wuxi, province du Jiangsu. Il suit une formation militaire à la Tokyo Shinbu Gakkō au Japon.

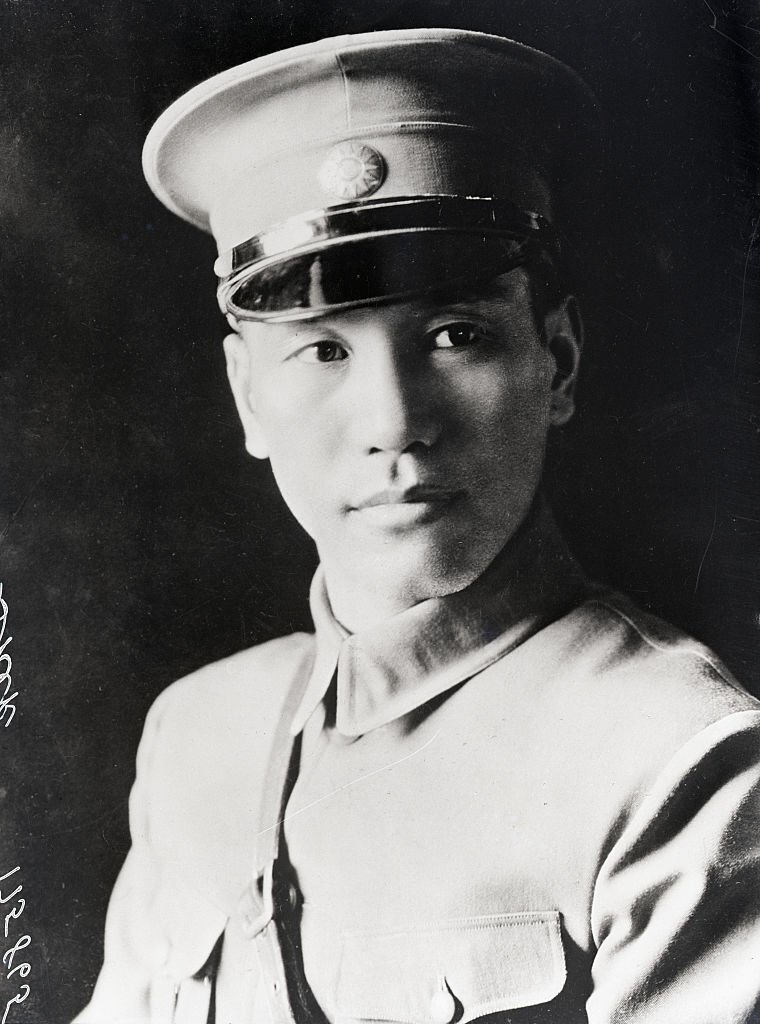
Tchang Kaï-chek.

Tchang Kaï-chek rejoint la fraternité révolutionnaire de Tongmenghui par l'entremise de son ami Chen Qimei en 1908. Entre 1911 et 1912, il participe aux combats de Shanghai. Il gravit ainsi les échelons de la hiérarchie du parti et devient un proche collaborateur de Zhang Renjie. À cette époque, Tchang Kaï-chek était affilié à des sociétés secrètes de Shanghai. Il suit ensuite Sun Yat-sen dans son exil au Japon (1914) et le rejoint à Canton en 1918.
Lorsque le Parti communiste chinois et le Kuomintang s'allient sous l'impulsion du Komintern à partir de 1922 pour lutter ensemble contre le pouvoir des seigneurs de la guerre et des Occidentaux, Chiang Kaï-chek est envoyé en URSS en 1923 afin d'y rencontrer les dirigeants du Komintern, d'inspecter les écoles militaires et l'organisation politique. À partir de 1924, il dirige l'académie militaire de Huangpu, constituée avec l'aide d'instructeurs militaires soviétiques. Cette académie formera une élite militaire qui sera toujours fidèle à Chiang. Lorsque les riches commerçants de Canton se révoltent en 1924 contre les taxes imposées par le Kuomintang, c'est lui qui mène les combats contre leurs milices.

### Vie privée
Déjà marié à Mao Fumei (毛福梅, 1882-1939), mère de Tchang Ching-kuo, qu'il a épousée alors qu'il avait 14 ans, Tchang Kaï-chek quitte tôt le foyer familial pour poursuivre ses études et sa carrière. Il épouse ensuite successivement deux concubines ou épouses secondaires, Yao Yecheng (姚冶誠, 1889-1972) en 1912 et Chen Jieru (陳潔如, 1906-1971) en décembre 1921.
Il épouse enfin en décembre 1927 la fille du riche imprimeur Charles Song, Song Meiling (12 février 1898 – 23 octobre 2003, Long Island). La famille Song, de confession protestante, insiste pour que Tchang Kaï-chek divorce de Mao Fumei — ce qu'il fait cette même année — et renie Yao Yecheng et Chen Jieru.
Yao élève le fils adoptif de Tchang Kaï-chek, Wei-kuo. Après la victoire communiste, elle fuit à Taïwan et meurt à Taipei.
Chen adopte une fille en 1924, Yaoguang (瑤光), qui prendra plus tard son nom de famille. Elle reste à Shanghaï sous le régime communiste, qui lui refuse le droit d'émigrer. Elle obtient plus tard le droit de partir pour Hong Kong où elle meurt.
Mao Fumei meurt lors de la guerre sino-japonaise en 1939, pendant un bombardement.

## Militaire anticommuniste et homme fort du Kuomintang

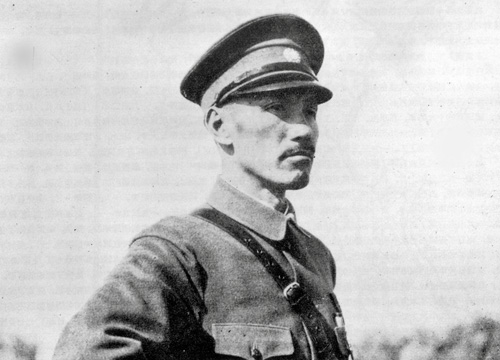
Tchang Kaï-chek en 1933.

Après la mort de Sun Yat-sen (1925), il s'arroge progressivement la direction du parti. En 1925, il devient commandeur en chef de l'Armée nationale révolutionnaire.
En 1926, prétendant que la gauche prépare un complot contre le Kuomintang, il arrête les dirigeants communistes de Canton et leurs conseillers soviétiques. Ceux-ci ne sont relâchés qu'après avoir accepté de s'affilier au Kuomintang et de renoncer à leurs convictions politiques.
Ayant à présent le contrôle des forces armées du Kuomintang, il décide de lancer en juillet 1926 l'expédition du Nord contre les seigneurs de la guerre qui contrôlent toujours la plus grande partie du pays.
Lors de cette campagne, il prend le parti d'attaquer Shanghai, mais avant que ses troupes n'entrent dans la ville, les communistes se mettent en grève et les ouvriers prennent le pouvoir dans la ville en attendant l'arrivée des troupes de Tchang Kaï-chek.
Inquiet de la force des communistes, Tchang conclut des accords avec les Occidentaux présents dans la ville (qui garantissent leur neutralité), les milieux d'affaires chinois (qui lui promettent un soutien financier) et avec la Bande verte, une société secrète criminelle (qui infiltre les milieux ouvriers et fournit des renseignements à Tchang).
Le 12 avril 1927, la Bande verte lance une attaque généralisée contre les communistes de Shanghai, attaque connue sous le nom de massacre de Shanghai. Celle-ci fera des milliers de morts parmi les dirigeants et les ouvriers.
Tchang Kaï-chek installe ensuite le gouvernement à Nankin, défiant le gouvernement rival que Wang Jingwei a installé à Wuhan.
Pendant quelques mois, trois gouvernements se disputent la légitimité en Chine :
- celui de Tchang Kaï-chek à Nankin ;
- celui de Wang Jingwei à Wuhan ;
- et celui de Zhang Zuolin à Pékin.

Le gouvernement de Wang Jingwei cesse cependant d'exister dès septembre 1927 et Wang se rallie à la faction de Tchang. Parallèlement, l'expédition du Nord se poursuit et les troupes de Tchang progressent sans cesse vers Pékin.
À la fin de 1927, les opérations se ralentissent, car Tchang Kaï-chek décide de laisser la tête du parti à Hu Hanmin et celle du gouvernement à Tan Yankai, un proche de son rival Wang Jingwei. Il s'agit en fait d'une retraite stratégique, car il craint de perdre son contrôle sur le parti. De plus, il veut arranger son mariage avec la belle-sœur de Sun Yat-sen, Song Meiling. C'est pourquoi, après un bref passage dans son village natal, il part pour le Japon afin d'y négocier avec sa future belle-famille, hostile parce que Chiang est déjà marié et qu'il n'est pas chrétien. Fin 1927, il peut finalement se marier à Shanghai. Il reprend ensuite la direction des troupes et la progression vers Pékin se poursuit facilement, notamment grâce à des accords avec certains seigneurs de la guerre.
En juin 1928, Pékin tombe aux mains des troupes du Kuomintang. La victoire est facilitée par la politique du Japon, qui incite Zhang Zuolin, le seigneur de la guerre qui contrôle la ville, à se replier en Mandchourie pour préserver les intérêts japonais.
Le gouvernement de Wang Jingwei s'étant dissous, Tchang Kaï-chek apparaît comme le maître de la Chine.

## Nationaliste et dirigeant de la république de Chine

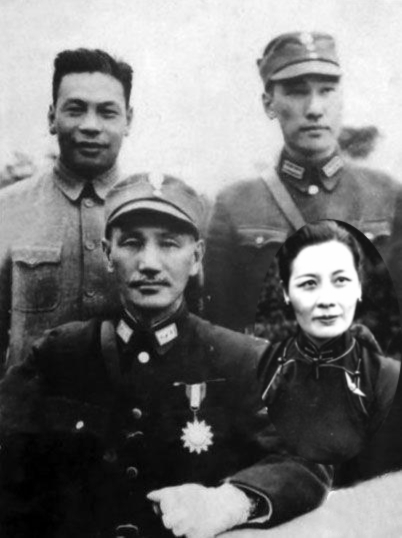
En compagnie de son épouse Song Meiling et de ses deux fils Chiang Ching-kuo et Chiang Wei-kuo.

Tchang Kaï-chek devient alors le président du gouvernement central de la république de Chine. Il déplace la capitale à Nankin et instaure un régime dictatorial.
- En 1930, au cours de la guerre des plaines centrales, il bat la coalition rivale formée par Li Zongren, Yan Xishan et Feng Yuxiang, matant provisoirement les factions rivales au sein de l'armée et du Kuomintang.
- En février 1931, il fait arrêter et mettre aux arrêts domiciliaires Hu Hanmin, le chef officiel du Kuomintang, mais est contraint de le libérer peu après du fait des pressions internes au parti. Une faction du Kuomintang, menée notamment par Hu Hanmin et Lin Sen, dénonce sa dictature et demande désormais sa démission. Mais le parti est forcé de s'unir à nouveau en septembre 1931, quand le Japon envahit la Mandchourie : la défaite militaire des troupes chinoises conduit Tchang Kaï-chek à démissionner en décembre de la présidence de la République, assumée ensuite par Lin Sen. Tchang demeure néanmoins le chef de l'Armée nationale révolutionnaire et son influence reste prépondérante au sein du Kuomintang : il continue de résider dans le palais présidentiel. Les heurts à Shanghai entre les troupes chinoises et japonaises, au début 1932, confortent sa position, en le faisant apparaître comme un chef militaire indispensable face à la menace japonaise.
- En 1933 et 1935, il évince son rival Wang Jingwei, qu'il remplace successivement comme chef officiel du Kuomintang, puis chef du gouvernement, étant de facto le véritable dirigeant de l'autorité centrale chinoise.

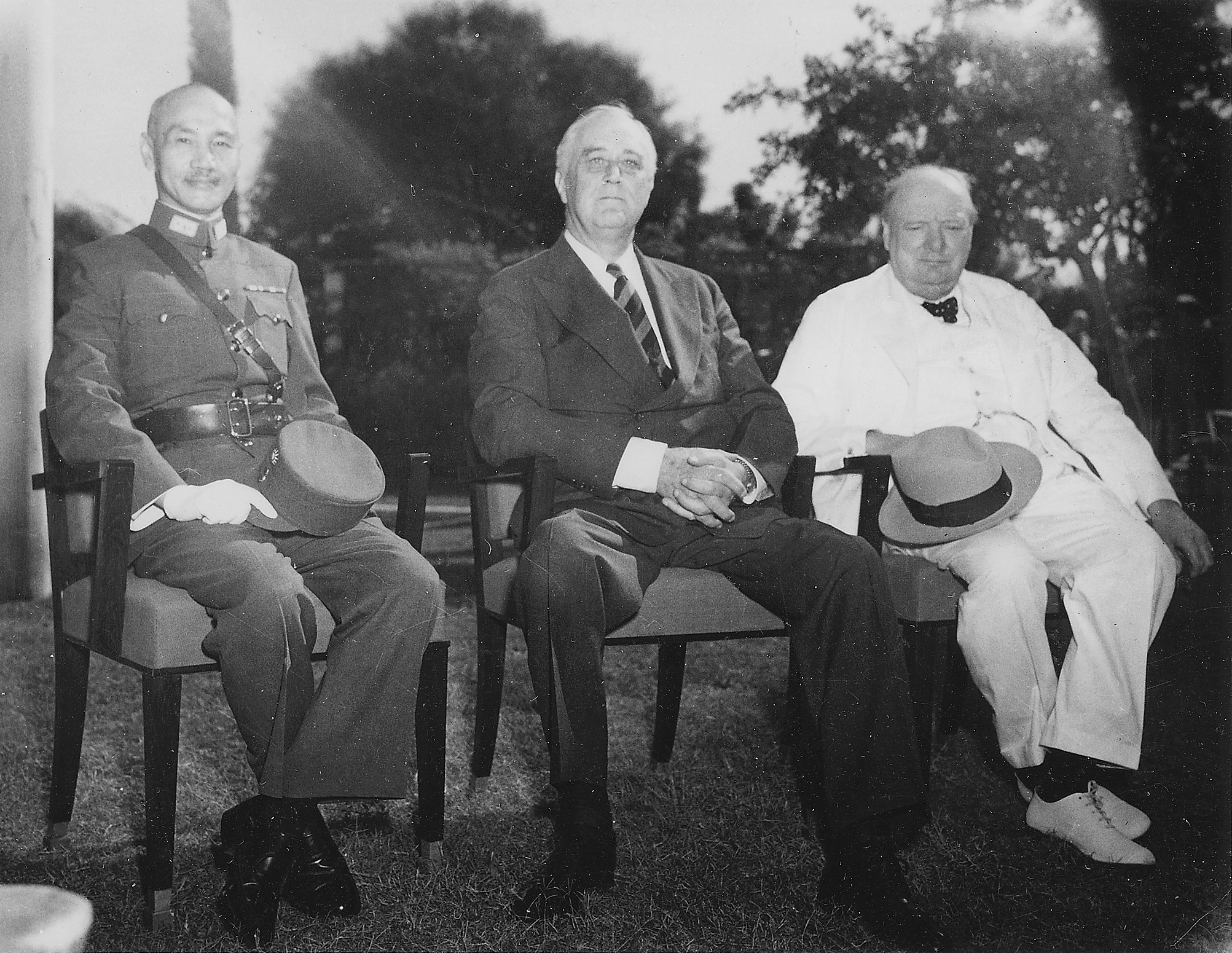
La conférence du Caire, le 25 novembre 1943 avec Tchang Kaï-chek, Franklin D. Roosevelt et Winston Churchill.

Chiang poursuit son combat contre les communistes.
- En septembre 1933, ses troupes encerclent la république soviétique chinoise du Jiangxi, ce qui entraîne l'année suivante la fin du bastion communiste et contraint ses dirigeants à entamer la Longue Marche, pour se réfugier au Shaanxi. Par contre, Tchang évite d'affronter les Japonais, dont les intentions agressives sont de plus en plus manifestes, car il croit ses forces encore trop faibles pour pouvoir sortir victorieuses.

Dépeint par la propagande communiste comme étant pro-capitaliste, cette accusation peut être considérée comme fausse, car il a également confisqué la richesse des capitalistes alors même qu'il dénonçait et combattait les communistes, et a écrasé aussi bien les organisations ouvrières et paysannes pro-communistes que les riches capitalistes de Shanghaï.

### L'«incident» de Xi'an
L'un des seigneurs de la guerre, Zhang Xueliang, après négociation avec les communistes, lui tend un piège le 12 décembre 1936 et le prend en otage : il accepte enfin de signer en décembre 1936 l'accord de Xi'an visant à constituer un front uni avec les communistes pour lutter contre le Japon.

### La guerre sino-japonaise (1937-1945)

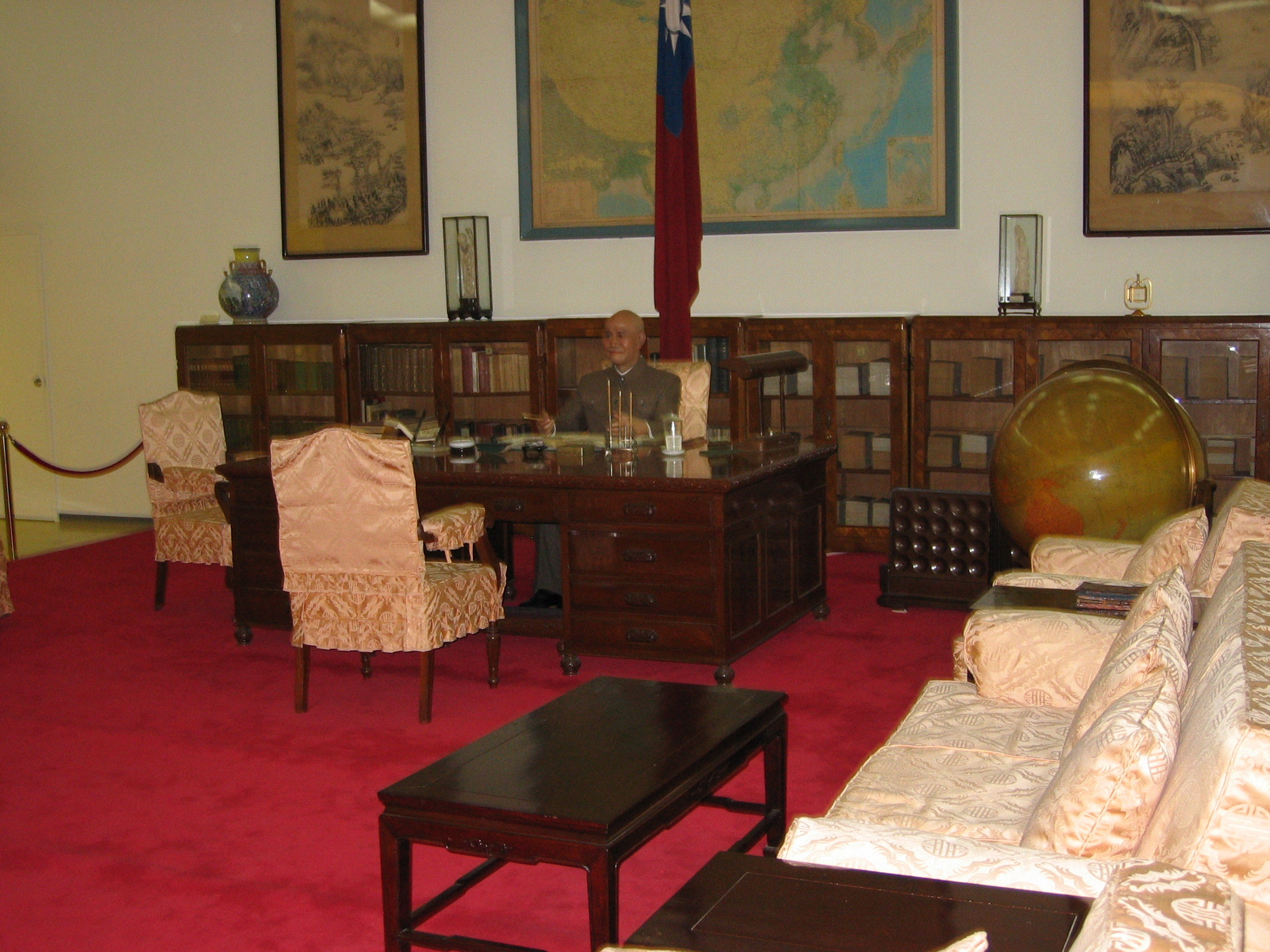
Le bureau de Tchang Kaï-chek.

En tant que chef du gouvernement et chef de l'armée, Tchang dirige la Chine lors de la guerre de résistance contre les Japonais, pendant laquelle sa position à l'intérieur du pays s'affaiblit comparativement à celle de Mao.
L'ampleur de l'invasion japonaise l'amène à déplacer entre 1937 et 1939 sa capitale de Nankin à Wuhan, après le massacre de Nankin, puis à Chongqing, à l'époque dans le Sichuan. Le siège du gouvernement demeure dans cette dernière localité jusqu'à la fin de la guerre, entraînant une campagne intensive de bombardement par l'aviation impériale.
En 1943, à la mort de Lin Sen, Tchang Kaï-chek assume l'intérim de la présidence chinoise.
Au niveau mondial, l'influence de Tchang en fait l'un des « quatre grands » chefs des Alliés lors des conférences internationales, comme la conférence du Caire de 1943.
Le 26 juillet 1945, il signe avec Truman et Churchill la déclaration de Potsdam, par laquelle les Alliés lancent un ultimatum au Japon en demandant sa reddition inconditionnelle.
En 1947, la Chine adopte une nouvelle constitution. En avril 1948, Tchang Kaï-chek est élu président de la république de Chine par le Parlement, poste qu'il occupe par intérim depuis 1943 en qualité de chef du gouvernement. Mais la guerre de son parti contre les communistes, qui reprend dès 1946, va bientôt mettre un terme à son autorité.

## Repli à Taïwan (1949-1975)

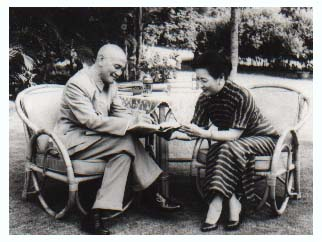
En compagnie de son épouse, en 1955.

### Victoire des communistes en Chine continentale
Tchang tente d'éradiquer les communistes de Mao Zedong sans y parvenir. La libération soviétique de la Mandchourie des colons japonais permet au parti communiste chinois d'étendre ses bases dans le nord-est de la Chine.
Le 21 janvier 1949, face aux succès des communistes, Tchang Kaï-chek démissionne de la présidence. L'intérim est assuré par son rival Li Zongren. Mais les partisans de Tchang reprennent vite le dessus et ce dernier assume à nouveau la réalité du pouvoir, évinçant Li Zongren, malade et absent car en soins à New York.
En septembre 1949, la victoire des communistes est totale sur le continent, la république populaire de Chine est déclarée le 1er octobre 1949 à Pékin.
En décembre 1949, Tchang déplace son gouvernement à Taipei, dans l'île de Taïwan. Taipei devient capitale de la « république de Chine (Taïwan) », où il reprend officiellement ses fonctions de président de la République le 1er mars 1950.

### Régime dictatorial à Taïwan
Un temps isolé sur la scène politique internationale, abandonné par les États-Unis, il s'impose à nouveau comme un allié de poids au moment de la guerre de Corée et des risques d'extension de la menace communiste en Asie. En 1967, il s'associe à la fondation de la Ligue anticommuniste mondiale. Il est notamment rejoint par le dictateur paraguayen Alfredo Stroessner, dont il est proche.
Tchang Kaï-chek reste à la tête de la république de Chine à Taïwan jusqu'à sa mort en 1975, et continue de revendiquer la souveraineté sur l'ensemble de la Chine. Malgré une constitution théoriquement démocratique, son gouvernement demeure dictatorial, fondé sur un système de parti unique et de loi martiale. Il impose également une culture chinoise standard, en interdisant l'usage des dialectes taïwanais à l'école et dans les médias. La « terreur blanche » qu'il déclenche contre ses adversaires politiques fait des dizaines de milliers de victimes.
On assiste cependant sous sa présidence à un fort développement de l'économie de Taïwan grâce au commerce extérieur.
Yen Chia-kan assure l'intérim du 5 avril 1975 jusqu'au 20 mai 1978, avant que lui succède le fils du président défunt (né le 27 avril 1910).
En 1978, son fils aîné Chiang Ching-kuo devient donc à son tour président de la République et entreprend ensuite une démocratisation du régime jusqu'au 13 janvier 1988, jour de son décès.

## Hommages et critiques
- Mausolée Cihu
- Mémorial de Tchang Kaï-chek
- Place présidentielle, renommée place de la Liberté en 2007

## Dans les arts et la culture populaire

### Filmographie

#### Cinéma
- 2009 : John Rabe, le juste de Nankin de Florian Gallenberger, joué par Lin Dong Fu.